# Noël Blache
Noël Blache, né le 9 avril 1842 à Toulon, et décédé le 7 mars 1920 ,dans la même ville, est un écrivain, et homme politique, ancien maire de Toulon en 1870. 

## Carrière
Maire de Toulon en 1870, il sera également président du conseil général du Var. Sur le plan de sa carrière littéraire, il a écrit une histoire de l'insurrection dans le Var [Laquelle ?]. 
Il est décoré au titre de chevalier de la Légion d'honneur en 1889 .

## Œuvres
- La bataio de Pamparigousto. Lou jurat de Barbignolo. Lou juge de Barbignolo (1914)
- Histoire de l'insurrection du Var en décembre 1851